# Kenneth Eklund
Kenneth Eklund, född 1945 i Mörlunda, är en svensk konstnär. Han är far till Lovisa Eklund.
Eklund emigrerade som 17-åring till Kalifornien och bedrev där konststudier vid City College och Otis Art Institute i Los Angeles 1964-1968. Han återvände till Sverige 1970 och har sedan dess verkat som konstnär. Hans konst består av naturmotiv med stor detaljrikedom samt interiörer. Eklund är representerad vid Statens konstråd, Sydosten i Kalmar och vid Grankvistgården i Vimmerby.